# Beleza (álbum de Fagner)
Beleza é um álbum de estúdio do  cantor, compositor e instrumentista cearense Raimundo Fagner lançado em 1979. O disco foi dedicado a irmã do cantor, Elizete, que foi vítima de um acidente de automóvel em março de 1979.

## Faixas
1. "Noturno" (Graco/Caio Silvio)
2. "Frenesi" (Fausto Nilo/Petrúcio Maia/Ferreirinha)
3. "Asas" (Raimundo Fagner/Abel Silva)
4. "Beleza" (Raimundo Fagner/Brandão)
5. "Ave Coração" (Clodo/Zeca Bahia)
6. "Quer Dizer" (Raimundo Fagner)
7. "Mulher" (Raimundo Fagner/Capinam)
8. "Elizete" (Raimundo Fagner)

## Música em novela
- "Noturno"   foi tema de abertura de Coração Alado  (1980 - 1981)